# Schloss Drösiedl

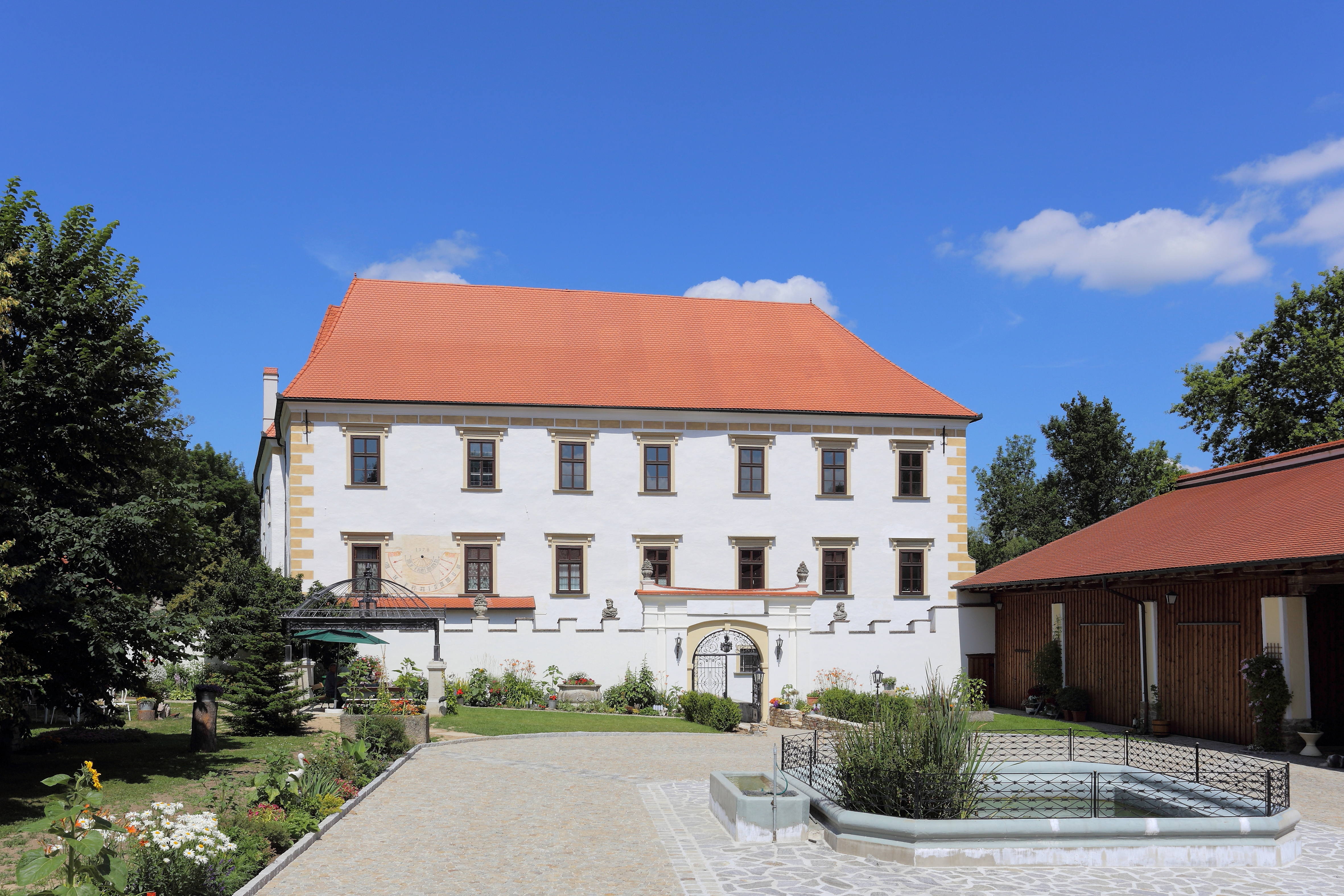
Schloss Drösiedl

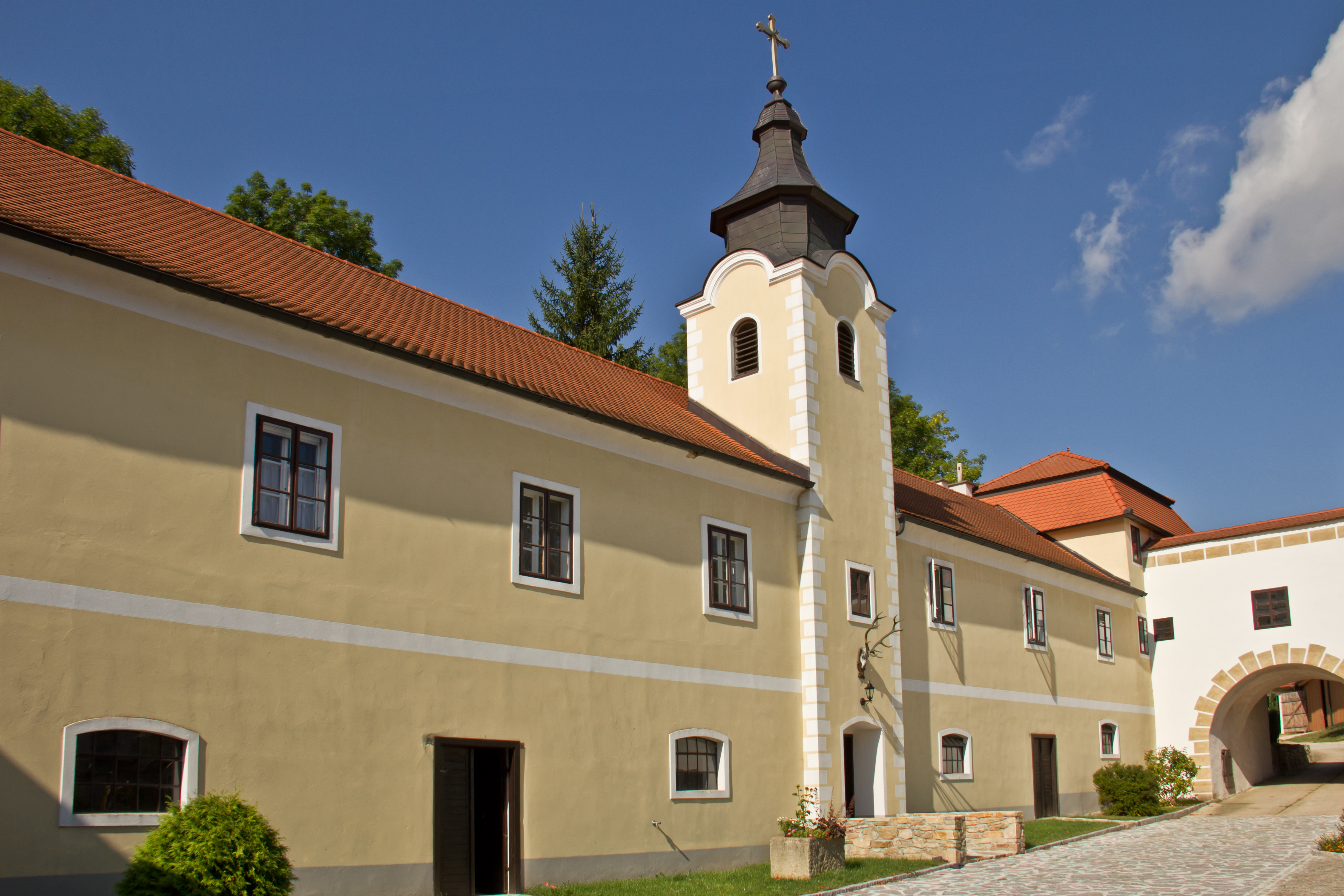
Kapelle im Innenhof des Meierhofes

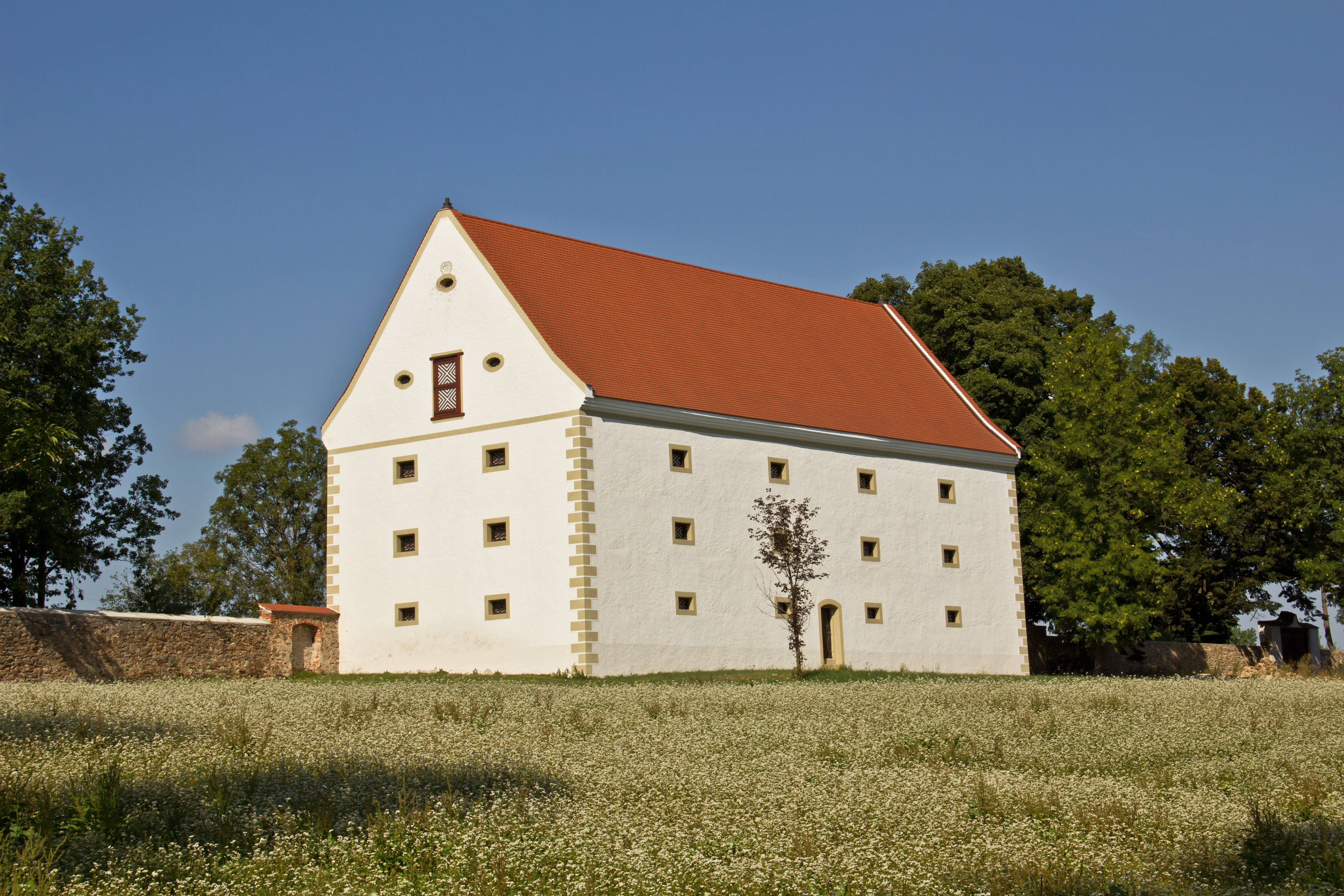
Schüttkasten

Das Schloss Drösiedl steht im Westen des Dorfes Drösiedl in der Marktgemeinde Ludweis-Aigen im Bezirk Waidhofen an der Thaya in Niederösterreich. Das Schloss steht unter Denkmalschutz (Listeneintrag).

## Geschichte
Urkundlich wurde Nikolaus der Dreyzidler 1283 genannt. Das Schloss stand von 1427 bis 1612 im Besitz der Freiherren von Hofkirchen.
Der Neubau des Schlosses mit dem Meierhof erfolgte um 1600 und war 1611 weitgehend vollendet. Ab 1974 wurde das Schloss restauriert.

## Architektur
Das vierflügelige ehemalige Wasserschloss mit einem vorgelagerten Meierhof und Schüttkasten befindet sich am Ende einer Allee.
Der dreigeschoßige, annähernd quadratische Vierflügelbau steht auf einer mächtigen Böschung und ist von regelmäßigen mit Bruchsteinen ausgemauerten Gräben umzogen. In der Westfront befindet sich ein wohl durch den älteren Kern bestimmter Rücksprung. Das Rundbogenportal in Rechteckblende mit Windlöchern in der Durchfahrtsstraße an der Südfront ist mit 1616, wohl dem Jahr der Fertigstellung, bezeichnet. Aus der Zeit um 1600 stammt die Gliederung durch angrenzende Ornamentbänder mit seitlichem Doppeladlerrelief und Lutherrose an der Durchfahrt. Die Nord- und Südseite im bemerkenswerten Renaissancehof sind in segmentbogige Säulenarkaden aufgelöst. Drei Portale und ein Fenster an der Ostseite sind noch in spätgotischer Art abgefast und sind möglicherweise Reste eines älteren Kerns.
Dem Schloss vorgelagert ist ein dreiflügeliger, zweigeschoßiger Meierhof, der auf die Bauzeit des Hauptgebäudes zurückgeht sowie auf der südlichen Seite ein barocker, dreigeschoßiger Schüttkasten aus der ersten Hälfte des 18. Jahrhunderts.